# Léon Raffenel
Pour les articles homonymes, voir Raffenel.
Léon Amédée François Raffenel (Saint-Servan, 14 août 1856 – Saint-Vincent, 22 août 1914) est un général français tué au début de la Première Guerre mondiale.
C'est l'un des 42 généraux français morts au combat durant la Première Guerre mondiale.

## Biographie

### Jeunesse
Né à Saint-Servan en Ille-et-Vilaine, il est le fils d'un sous-commissaire de la marine, Anne Jean-Baptiste Raffenel (1809-1858) et d'Hortense Marguerite Hoël.
Le 8 juillet 1875, Léon Raffenel souscrit un engagement au 82e régiment d'infanterie (RI), au titre de l’École spéciale militaire de Saint-Cyr.
Après un an et quatre mois de vie en régiment, il intègre l’école le 28 octobre 1876 (promotion de Plewna). À la sortie d'école, en 1878, nanti du grade de sous-lieutenant, il reçoit une affectation au 1er régiment d'infanterie de marine (RIMa).
Alors qu’en métropole le pays se redresse de la défaite de 1870-71, il se lance outre-mer dans de nouvelles campagnes, destinées à lui assurer la domination d’un vaste empire colonial.
Le jeune marsouin participe à cette épopée dès 1881.
Du 16 mars de cette année-là au 9 juillet 1883, il effectue son premier séjour militaire hors de l’hexagone, en Martinique.
Peu avant son retour en France, il est muté au 4e RIMa.
Il est alors lieutenant, grade qu’il ne conserve qu’un peu plus de deux ans.
Le 8 décembre 1883, il devient capitaine.
Il connaît alors pendant quelques années la monotone vie de garnison de métropole.

### Le Tonkin et l'Indochine
Les choses changent en septembre 1886, avec son affectation au 1er régiment de tirailleurs tonkinois.
Il sert à présent dans le nord de l’Indochine, au Tonkin, où il participe à plusieurs expéditions.
Le 10 avril 1887, la colonne qu’il dirige livre un violent combat à Muong-di.
Le capitaine Raffenel s’y distingue par son énergie et la qualité de son commandement.
Après avoir retrouvé pendant un peu plus d’un an le 1er RIMa, il revient au Tonkin en 1890, avec le 2e régiment de tirailleurs tonkinois.
Cette nouvelle campagne coïncide avec son accession au grade de chef de bataillon (3 octobre 1890).
Pendant dix-huit mois, il ne cesse de combattre.
Ainsi, le 29 octobre 1890, il participe avec la colonne Pardes au combat de Ben-Chan.
Du 29 novembre au 23 décembre suivant, il est lui-même à la tête d’une colonne, avec laquelle il se bat à Baïbang (le 5 décembre), à Yen-Dong (le 13 décembre), puis à Kher-Khong (le 16 décembre).
Le 16 juin 1891 encore, il livre bataille à Caï-Tram avec la colonne Dominé.
Au cours de ce second séjour en Indochine, il s’affirme comme un officier de qualité, rompu aux opérations les plus délicates.
Après avoir servi au  Régiment de Tirailleurs Annamites, il rentre en France en 1893.
Le commandant Raffenel semble alors promis à un brillant avenir.
Ses états de service et son expérience acquise sur le terrain lui confèrent un grand prestige.
Sa poitrine s’orne bien sûr de la médaille du Tonkin, mais aussi de l’insigne de chevalier de l’ordre du Dragon d'Annam (dont il est décoré en février 1890 ; il est fait officier en janvier 1895) et surtout, de la croix de chevalier de la Légion d’honneur (par décret du 29 décembre 1892).

### L'infanterie métropolitaine
Il se marie à Saintes, le 11 avril 1893 avec Fernande Marie Gabrielle Surraud (1864-1931).
De cette union naissent deux fils, Robert Jacques Marie René (né le 15 août 1894, « mort pour la France » le 29 août 1914) et Raoul Anne Marie André (né le 15 août 1894, décédé 28 octobre 1987).
C’est dans ces circonstances qu’intervient un changement radical dans sa carrière.
En 1894, alors qu’il sert au 5e RIMa, il sollicite son affectation dans l’infanterie métropolitaine.
Ce n’est pas une procédure anodine puisqu’à l’époque l’armée de terre et l’armée coloniale dépendent de deux ministères différents (la Guerre pour la première et la Marine pour la seconde).
Le 5 novembre 1894, une décision présidentielle autorise la mutation entre les chefs de bataillon Raffenel et Lourdel-Hénault.
Ce dernier appartenant au 136e RI, c’est à ce corps de troupe qu’est donc affecté Raffenel.
Pendant les cinq années suivantes, il mène une vie des plus monotones, commandant le bataillon du 136e détaché au fort de Querqueville.
L’ancien colonial se fait administrateur.
L’ancien homme de guerre devient un parfait officier de garnison.
Isolé du reste du régiment, il semble se complaire dans cette vie retirée : en 1898, il refuse d’être relevé et conserve son poste en permutant avec le chef de bataillon chargé de le remplacer…
Les notations de ses supérieurs ne cessent pourtant d’être élogieuses.
Octobre 1899 marque une nouvelle étape importante dans la carrière de Léon Raffenel.
Ce mois-là, il quitte son détachement de Querqueville, est nommé lieutenant-colonel, est muté pour le 48e RI de ligne et commence un stage au  35e régiment d'artillerie, à Vannes.
Ce stage dure un an.
Pendant cette période, il partage le quotidien des artilleurs, participe à leurs exercices et manœuvres, apprend l’emploi du nouveau canon de 75 et se fait grandement apprécier du colonel commandant le régiment.
C’est que l’artillerie semble intéresser Raffenel au plus haut point.
Déjà, au 136e RI, il avait prononcé plusieurs conférences sur le sujet.
Revenu chez les fantassins en octobre 1900, il seconde le colonel du 48e RI (Guingamp) jusqu’en 1904.
Il y recueille toujours les mêmes lauriers pour « ses qualités militaires : tact, fermeté, esprit de discipline, excellente manière de servir et dévouement à ses devoirs ». Le 8 juillet 1904, il est nommé colonel et prend la tête du 27e régiment d'infanterie, à Dijon.
Il reste à ce poste jusqu’en 1910.
On lui confie le commandement de la 82e brigade (à Saint-Dié) en septembre 1910.
En décembre suivant, il est nommé officier de la Légion d’honneur puis, le 25 mars 1911, il accède aux étoiles.
Désormais à la tête de l’une des troupes d’élite de l’armée française (la 82e Brigade est une brigade de chasseurs à pied), il poursuit sa carrière sans faute.
Les rapports du général commandant la 41e division d'infanterie, dont il dépend, mettent l’accent sur ses qualités manœuvrières, sur son « jugement sûr », son « grand bon sens », son expérience, son sens de la discipline, etc.
En toute logique, un tel soldat doit être appelé aux commandements les plus prestigieux.
C’est ce qui arrive en juin 1914.
Quittant ses chasseurs, il devient le chef de l’une des plus remarquables divisions de l’armée française : la 3e division d'infanterie coloniale (DIC), à Brest.
Après une parenthèse de vingt années, le général Raffenel fait son retour dans la Coloniale…
Il est alors général de brigade.

### Première Guerre mondiale
La déclaration de guerre en décidera autrement.
Parti de Brest à la mobilisation, il conduit sa division de Bar-le-Duc à la frontière belge.
Le 22 août 1914 , il est en tête du Corps Colonial et se retrouve assailli par des forces plus importantes autour du village de Rossignol.
Dans le combat qui s'ensuit avec les éléments du 6e corps d'armée allemand, une partie de la division française se retrouve encerclée.
La 3e DIC est quasiment anéantie dans les bois entre Neufchâteau et Rossignol. 
Raffenel disparaît avec elle, et serait devenu fou.
Son corps est découvert au soir de la bataille par le capitaine Hartmann (du 3e RIC), quelques mètres au sud de la Semois, abandonné à Jamoigne, puis inhumé au cimetière militaire provisoire de Tintigny par les Allemands.
Reconnu « mort pour la France ».

## Décorations
Officier de la Légion d'honneur (décret du 20 décembre 1910)

 Croix de guerre 1914–1918, palme de bronze (une citation à l'ordre de l'armée - à titre posthume)

 Officier de l'Instruction publique

 Médaille commémorative de l'expédition du Tonkin (1885)

 Chevalier du Dragon d'Annam.

## Postérité
En 1919, la Königs-Kaserne de Montigny-lès-Metz est rebaptisée en l'honneur du général Raffenel.
Son nom est inscrit au monument des Généraux morts au Champ d'Honneur 1914-1918 de l'église Saint-Louis à l'Hôtel des Invalides de Paris.